# Tipula (Acutipula) pseudacanthophora
Tipula (Acutipula) pseudacanthophora is een tweevleugelige uit de familie langpootmuggen (Tipulidae). De soort komt voor in het Palearctisch gebied.